# Psychotria camptopus
Psychotria camptopus är en måreväxtart som beskrevs av Bernard Verdcourt. Psychotria camptopus ingår i släktet Psychotria och familjen måreväxter. Inga underarter finns listade i Catalogue of Life.